# Discozerconidae
Discozerconidae es una pequeña familia de ácaros perteneciente al orden Mesostigmata. Fue descrita por primera vez por el acarólogo italiano Antonio Berlese en 1910. Esta familia incluye dos géneros y tres especies reconocidas. Los miembros de esta familia se encuentran principalmente en regiones tropicales y subtropicales, donde habitan diversos sustratos, incluidos suelos y hojarasca en descomposición.

## Características
Los ácaros de la familia *Discozerconidae* presentan cuerpos ovalados y aplanados, con una cutícula generalmente lisa y sin ornamentaciones prominentes. Aunque son de pequeño tamaño, suelen tener características distintivas, como estructuras especializadas en sus patas y cuerpos que los ayudan a moverse en sus hábitats específicos. Estos ácaros son de vida libre y no se ha documentado un comportamiento parasitario en ellos.
Las especies de esta familia son poco conocidas debido a la limitada investigación y dificultad para recolectarlas. Los estudios sobre su biología y ecología son escasos, y la mayor parte de la información disponible se centra en su taxonomía.

## Distribución y hábitat
Los miembros de la familia *Discozerconidae* han sido encontrados en Australia, pero es posible que su distribución abarque otras regiones tropicales y subtropicales. Habitan en sustratos forestales, como suelo, hojarasca, cortezas en descomposición y, en algunos casos, en nidos de aves o mamíferos. Se desconoce si tienen una relación específica con algún tipo de flora o fauna.

## Especies
La familia *Discozerconidae* está compuesta por dos géneros y tres especies reconocidas:
- Género Discozercon Berlese, 1910
  - Discozercon derricki Domrow, 1956
  - Discozercon mirabilis Berlese, 1910

- Género Discomegistus Trägårdh, 1911
  - Discomegistus pectinatus Trägårdh, 1911

## Importancia taxonómica
Aunque las especies de *Discozerconidae* son raramente estudiadas, su importancia radica en la diversidad del orden Mesostigmata, que incluye tanto especies de vida libre como parasitarias. El análisis de la morfología de las especies dentro de esta familia ha proporcionado información valiosa para entender las relaciones filogenéticas dentro del orden. Investigaciones adicionales sobre *Discozerconidae* podrían arrojar luz sobre su evolución y su rol en los ecosistemas donde habitan.

## Conservación
No se ha evaluado el estado de conservación de las especies de *Discozerconidae*, en parte debido a su rareza y la dificultad para ser estudiadas. No obstante, como muchos invertebrados que habitan en suelos y hojarasca, pueden estar amenazados por la degradación de su hábitat, la deforestación y el cambio climático.